# Diplospora lasiantha
Diplospora lasiantha är en måreväxtart som beskrevs av Henry Nicholas Ridley. Diplospora lasiantha ingår i släktet Diplospora och familjen måreväxter. Inga underarter finns listade i Catalogue of Life.